# Estas Tonne
Estas Tonne és un guitarrista ucraïnès, que toca al carrer de grans ciutats. És considerat com un "trobador modern" ja que ell "no s'identifica amb un país o una nació, sinó amb la riquesa cultural del món"". És considerat un instrumentista de folk, amb influències de formació clàssica en les seves cançons.

## Àlbums
- 2002 - Black and White World
- 2004 - Dragon of Delight
- 2008 - 13 Songs of Truth
- 2009 - Bohemian Skies
- 2011 - Place of the Gods
- 2012 - Live in Odeon (2011)
- 2012 - The Inside Movie
- 2013 - Internal Flight (Versió de guitarra)
- 2013 - Internal Flight (Directe en Garavasara)